# Fukuda Kendzsi
Fukuda Kendzsi (Ehime, 1977. október 21. –) japán válogatott labdarúgó.

## Nemzeti válogatott
A japán U20-as válogatott tagjaként részt vett az 1997-es ifjúsági labdarúgó-világbajnokságon.